# 짐 브로드벤트
짐 브로드벤트(Jim Broadbent, 1949년 5월 24일 ~ )는 잉글랜드의 배우이다.

## 출연 작품

### 영화
- 윈스턴 처칠의 폭풍전야
- 성룡의 80일간의 세계일주
- 세상의 모든 계절
- 바로워스
- 브리짓 존스의 일기
- 철의 여인
- 갱스 오브 뉴욕
- 어벤저
- 브리짓 존스의 일기: 열정과 애정
- 브리짓 존스의 베이비
- 에델과 어니스트 - 어니스트 브릭스 역 (목소리)
- 매직
- 전쟁과 평화
- 예감은 틀리지 않는다
- 패딩턴 2 - 그루버 역
- 블랙 47 - 킬마이클 역
- 크리미널: 해튼가든 - 테리 퍼킨스 역
- 킹 리어
- 킹 오브 시브즈
- 닥터 두리틀
- 해리포터
- 웰링턴 공작의 초상 - 켐튼 번튼 역
- 크리스마스로 불리는 소년 - 보돌 신부 역
- 브리짓 존스의 일기: 뉴 챕터 - 콜린 존스 역

### 드라마
- 왕좌의 게임 7 (HBO)

## 수상 경력
- 1999년 제56회 베니스국제영화제 볼피컵 남우주연상
- 2000년 영국이브닝스탠다드어워즈 남우주연상
- 2001년 제21회 런던비평가협회상 영국남우주연상
- 2001년 제6회 새틀라이트시상식 남우조연상
- 2002년 제27회 LA비평가협회상 남우조연상
- 2002년 제73회 미국비평가협회상 남우조연상
- 2002년 제59회 골든글로브시상식 남우조연상
- 2002년 제55회 영국아카데미시상식 남우조연상
- 2002년 제74회 아카데미시상식 남우조연상
- 2007년 제35회 국제에미상 남우주연상
- 2007년 영국TV아카데미시상식 남우주연상
- 2007년 브로드캐스팅 프레스 길드어워즈 남우주연상
- 2008년 제65회 골든글로브시상식 TV영화/미니시리즈부문 남우주연상
- 2010년 로열텔레비전소셔티어워즈 남우주연상
- 2013년 제61회 산세바스찬국제영화제 남우주연상